# Скучка Ірина Михайлівна
Ірина Михайлівна Скучка (6 серпня 1938, село Пацканьово, тепер Ужгородського району Закарпатської області) — українська радянська діячка, робітниця Ужгородського фанерно-меблевого комбінату імені Олекси Борканюка Закарпатської області. Герой Соціалістичної Праці (19.03.1981). Депутат Верховної Ради СРСР 8—10-го скликань.

## Біографія
Народилася в бідній селянській родині Михайла Желізняка.
У 1957 закінчила Мукачівську професійно-технічну школу Закарпатської області, здобула спеціальність столяра-червонодеревника.
З 1957 року — робітниця, столяр, добирачка шпону Ужгородського фанерно-меблевого комбінату імені Олекси Борканюка Закарпатської області.
Освіта середня спеціальна. Без відриву від виробництва закінчила Хустський лісотехнічний технікум Закарпатської області.
Потім — на пенсії в місті Ужгороді Закарпатської області.

## Нагороди
- Герой Соціалістичної Праці (19.03.1981)
- орден Леніна (19.03.1981)
- два ордени Трудового Червоного Прапора
- медалі